# 加爾納巴赫河
49°02′31″N 12°41′46″E / 49.04207°N 12.696011°E
加爾納巴赫河是德國的河流，位於該國東南部，由巴伐利亞負責管轄，屬於伊爾申巴赫河的左支流，河道全長0.6公里，流經施特勞賓-博根縣。